# Pliosaurus andrewsi
Espèce
Pliosaurus andrewsi est une espèce fossile de pliosaures ayant vécu durant l'étage Callovien du Jurassique moyen dans ce qui est aujourd'hui l'Angleterre. Les seuls fossiles formels de ce taxon ont été découverts dans le membre Peterborough, dans la formation d'Oxford Clay. D'autres spécimens attribués ont été découverts dans d'autres endroits de l'Europe, mais ces derniers sont actuellement vus comme indéterminés ou provenant d'autres taxons. L'histoire taxonomique de cet animal est assez complexe, car plusieurs de ses fossiles ont été attribués à différents genres de pliosauridés, avant d'être concrètement nommés et décrits en 1960 par Lambert Beverly Tarlo comme une espèce de Pliosaurus. Cependant, bien que le taxon s'avère être valide, des révisions ultérieures ont découvert qu'il ne fait pas partie de ce genre, et que par conséquent, une révision taxonomique doit être effectuée sur cette espèce.
Ayant un crâne d'une longueur d'environ 1 m, P. andrewsi n'est pas un grand représentant des pliosauridés. Cette même partie anatomique aurait eu un museau allongé capable d'attraper des proies agiles. Ses dents sont de formes rondes en section transversale, possédant quelques crêtes longitudinales sur ces dernières. Les membres sont en forme de nageoires, les palettes natatoires arrières étant plus grandes que celles situées à l'avant. Contrairement au genre Pliosaurus, P. andrewsi figure parmi les représentants les plus basaux du clade des Thalassophonea, un groupe de pliosauridés caractérisés par un cou court. D'après les archives fossiles, "P." andrewsi habitait une mer intérieure d'environ 30 à 50 m de profondeur. Il partageait son habitat avec une variété d'autres animaux, notamment des invertébrés, des poissons, des thalattosuchiens, des ichthyosaures et d'autres plésiosaures. Au moins cinq autres pliosauridés sont connus du membre Peterborough, mais leur anatomie est assez variée, ce qui indique qu'ils se seraient alimentés à partir de différentes sources de nourriture, évitant ainsi la concurrence.

## Historiques des recherches

### Découverte et identification

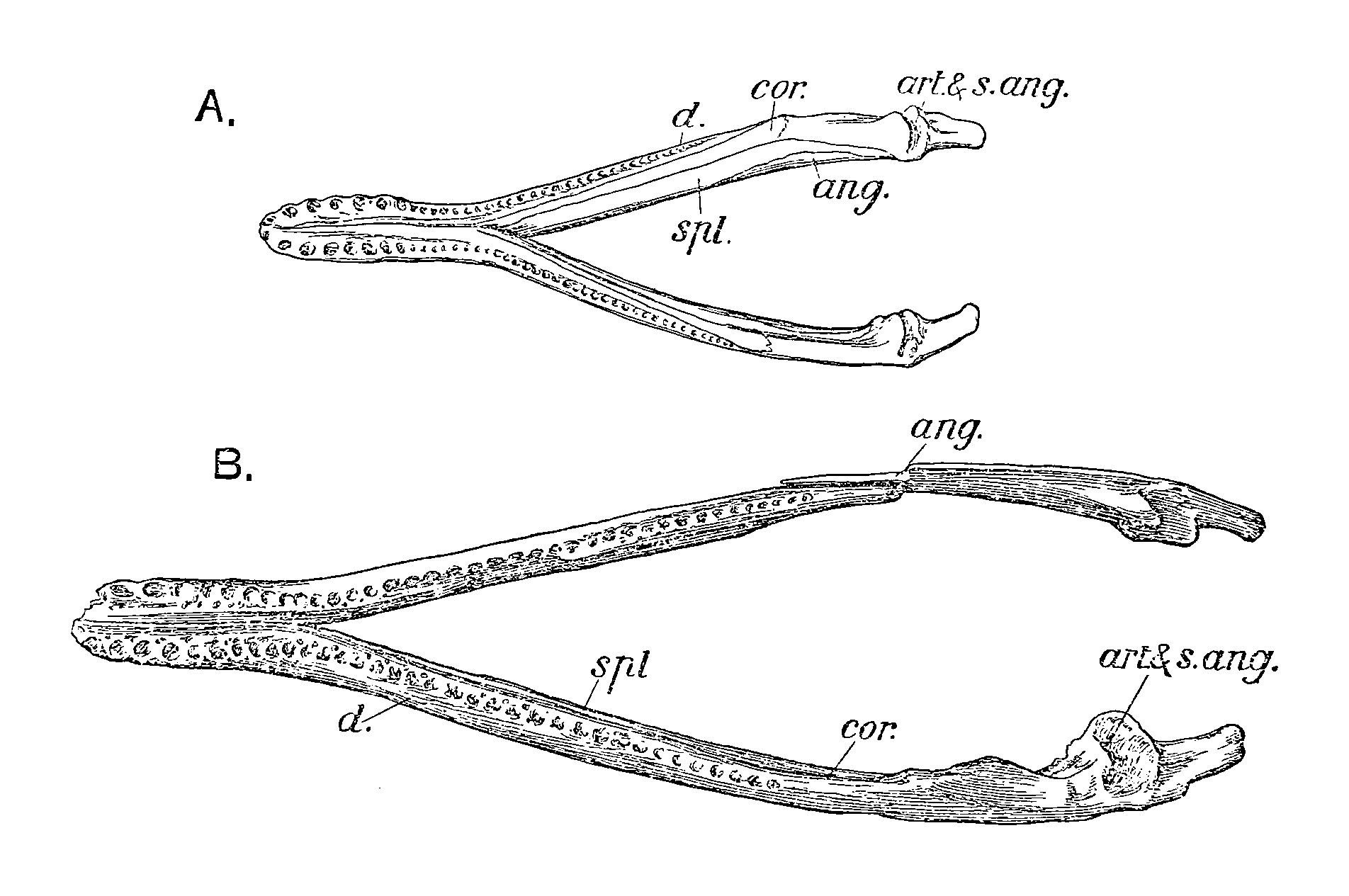
Croquis des mâchoires inférieures de Peloneustes philarchus (en haut) et de celui du spécimen NHMUK R2443, historiquement référé à "Pliosaurus" andrewsi (en bas).

La possible première mention de "Pliosaurus" andrewsi au sein de la littérature scientifique remonte à 1871, dans une revue dans laquelle John Phillips répertorie des fossiles de pliosaures découverts par Charles Leeds dans la formation d'Oxford Clay, en Angleterre. Le spécimen, catalogué NHMUK R2443 et se composant d'une palette natatoire ainsi que d'une mandibule qui sont plutôt bien préservés, sont attribués sous le nom scientifique de Pleiosaurus? grandis dans la revue de Phillips. En 1889, Richard Lydekker réfère le spécimen au nouvellement nommé Peloneustes philarchus,:154, avant de le déplacer l'année suivante dans la seconde espèce proposée Peloneustes evansi (taxon reconnue comme douteux depuis 2011), en raison de sa taille plus imposante que les spécimens attribués à la précédente nommée. Lorsque Lambert Beverly Tarlo décrit officiellement "P." andrewsi en 1960, il lui attribue alors le spécimen. Néanmoins, en 2022, lorsque Hilary Ketchum et Roger Benson décrivent Eardasaurus, un autre genre de pliosauridé connu d'Oxford Clay, il considèrent que le spécimen possède des affinités indéterminables et ne peut donc pas être clairement attribué à "P." andrewsi .
En 1913, Charles William Andrews attribue un squelette partiel d'un autre grand pliosaure trouvé par Leeds à Peloneustes evansi, notant que si la mandibule et les vertèbres sont similaires à d'autres spécimens de cette espèce nommée, elles restent assez différentes de celles de Peloneustes philarchus. Par conséquent, Andrews considère qu'il est possible que Peloneustes evansi appartienne à un genre distinct qui aurait été morphologiquement intermédiaire entre Peloneustes et Pliosaurus:72. En 1958, Tarlo juge à place que les plus gros restes attribués à Peloneustes evansi appartiendraient à une nouvelle espèce de Pliosaurus. Deux ans plus tard, en 1960, il nomme alors le taxon Pliosaurus andrewsi et désigne le squelette partiel, catalogué NHMUK R3891, comme holotype de ce dernier, énumérant les principales différences avec les autres pliosauridés connus de la formation d'Oxford Clay. L'épithète spécifique andrewsi est nommé en l'honneur d'Andrews, qui fut le premier à analyser le spécimen holotype du taxon. Ce dernier consiste en un squelette se composant d'une mandibule, de dents, d'une colonne vertébrale complète ainsi que des parties des membres antérieurs et postérieurs. Tarlo suggère aussi qu'un autre squelette partiel catalogué NHMUK R2437 appartiendrait peut-être à P. andrewsi. Ce spécimen, aussi précédemment référé à Peloneustes evansi par Andrews en 1913, comprend diverses vertèbres de tout le corps, des côtes, des éléments de la ceinture scapulaire et du bassin, et divers os des membres antérieurs comme postérieurs:77. 
L'identité taxonomique de cette espèce resta incontestée pendant des décennies, mais c'est à partir du début des années 2010 que des révisions phylogénétiques et anatomiques découvrent que ce dernier n'appartient pas au genre Pliosaurus. Après cette découverte, le taxon est alors renommé "Pliosaurus" andrewsi dans les études publiées depuis, les guillemets montrant en fait sa non-appartenance à ce genre,,.

### Spécimens anciennement attribués
En 1873, Henri Émile Sauvage érige le genre de pliosauridé depuis célèbre qu'est Liopleurodon, en y incluant trois espèces. L'une de ces trois espèces est Liopleurodon grossouvrei, qu'il nomme d'après une dent découverte dans la commune française de Charly et depuis préservée à l’École des mines de Paris,. Seize ans plus tard, en 1889, Lydekker déplace cette espèce dans le genre Pliosaurus, renommé alors Pliosaurus grossouvrei, et réfère à ce taxon des dents découvertes dans les comtés anglais du Yorkshire, du Wiltshire, et de l'Oxfordshire. Dans sa description, il note que les dents sont assez semblables voire identiques à celles de Peloneustes evansi:130-131. En 1960, Tarlo déplace la quasi-totalité du matériel à P. andrewsi, mais maintient tout de même le nom Liopleurodon grossouvrei pour les spécimens provenant de la formation de Kellaways, dont la dent type premièrement décrite par Sauvage. En 2018, David Foffa et ses collègues notent néanmoins des différences entre la dentition du spécimen holotype de "P". andrewsi et les dents de Liopleurodon grossouvrei, soulignant ainsi que ce dernier pourrait représenter un possible taxon valide et distinct.
En 1944, Chung Chien Young érige un taxon de pliosauridé du nom de Sinopliosaurus weiyuanensis sur la base de fossiles partiels découverts en Chine. En 1960, Tarlo considère ce pliosauridé comme un nomen dubium étant donné son caractère non diagnosticable. Cependant, il reconnait qu'une dent référée pourrait provenir d'un P. andrewsi. Des études ultérieures partagent le point de vue de Tarlo sur la validité douteuse Sinopliosaurus, bien qu'aucune ne traite en détails de la possible présence de P. andrewsi dans les archives fossiles chinoises,,.
En 1972, la paléontologue Teresa Maryańska (en) attribue un autre spécimen datant de l'Oxfordien du Jurassique supérieur à P. andrewsi sur la base de dents et de fragments crâniens, découverts à Częstochowa, dans la localité de Mirów, en Pologne. Une partie de ce spécimen, catalogué ultérieurement M.Cz. V1293, a depuis été perdue durant les années 1990, la seule partie encore intacte de ce dernier étant un petit fragment de la mâchoire. Le matériel fossile étant ainsi limité, les études plus récentes considèrent le spécimen comme un thalassophonéen indéterminé.

## Description
À l’heure actuelle, aucune mesure n’a été établie pour déterminer la longueur corporelle totale de "P." andrewsi. Néanmoins, le crâne du spécimen holotype à une longueur d'environ 1 m:76, laissant suggérer un pliosauridé d'une taille plutôt moyenne. "P." andrewsi est un plésiosaurien de type « pliosauromorphe », c'est à dire ayant une grosse tête et un cou court, contrairement aux « plésiosauromorphes », chez lequel ces proportions anatomiques sont inversées,. Comme bon nombre de plésiosaures cependant, l'animal a une queue courte, un corps en forme de tonneau et tous ses membres sont modifiés en forme de grandes nageoires.
La mandibule de "P." andrewsi possède une symphyse mandibulaire (là où les deux moitiés de la mâchoire inférieure se connectent) qui contient jusqu'à 12 paires de dents,, dont la septième paire est large et caniniforme. Le nombre total de dents dans chaque branches de la mandibule aurait été d'environ 32, indiquant un nombre total de 64 dents dans la mandibule. La mandibule en général est assez similaire à celui de Pliosaurus brachydeirus. Sur la base de cette morphologie, "P." andrewsi aurait eu un museau allongé capable d'attraper des petites proies agiles. La principale caractéristique distinctive de "P." andrewsi est la morphologie de ses dents. Les dents sont rondes en section transversale et la couronne dentaire est assez lisse, disposant néanmoins de quelques crêtes longitudinales. Cas unique d'usures dentaires chez les plésiosauriens, la couronne possède une abrasion (en) qui s'étend considérablement plus que tout autre représentant connu du groupe,,,,. Les dents de "P." andrewsi sont adaptées à la coupe, suggérant qu'il s'attaquait aussi à de grandes proies.
Les surfaces articulaires des vertèbres cervicales ont un contour circulaire avec une rainure périphérique étroite. Les côtes cervicales sont à double tête, une caractéristique commune chez les pliosaures du Jurassique,. De manière caractéristique, les vertèbres cervicales ne disposent pas de crêtes ventrales ou d'une ornementation de la surface ventrale. La longueur du cou du spécimen holotype aurait été d'environ 78,3 cm selon David Martill et ses collègues en 2023,. Malgré le fait que la colonne vertébrale de "P." andrewsi soit entièrement connue, Tarlo omet d'analyser les vertèbres caudales et dorsales, car n'ayant pas suffisamment de traits notables pour être décrites en détails. Il mentionne également que certaines vertèbres isolées attribuées à "P." andrewsi sont indistinguables de celles de son contemporain Simolestes vorax. Bien que l'omoplate ne soit pas connue chez l'holotype, celle provenant du spécimen NHMUK R2437 est similaire à celle de Pliosaurus brachydeirus, mais est quelque peu élargie distalement. L'humérus est plus court et plus large que le fémur. Le tibia, le fibula et l'ulna sont plus longs que larges, mais chez le radius, ces proportions sont inversées, étant plus large que long.

## Classification
Depuis les premières descriptions effectuées sur les fossiles maintenant référés à "P." andrewsi, ces derniers furent classés dans différents genres de Pliosauridae, une famille à laquelle le taxon a toujours été attribué depuis,. En 1960, Tarlo place cette espèce dans le genre Pliosaurus en raison de la morphologie de la mandibule, qui est très semblable à celle de l'espèce type P. brachydeirus, mais la classe néanmoins en tant que taxon frère de Peloneustes. Toujours dans son article, Tarlo considère "P." andrewsi comme le premier représentant d'une lignée chronospécifique de Pliosaurus. Par la suite, "P." andrewsi sera historiquement reconnue comme une espèce de Pliosaurus jusqu'en 2010, lorsque des analyses phylogénétiques menées par Ketchum et Benson le placent en dehors même de ce genre. Des révisions menées en 2012 sur ce genre confirment également ce placement, car le taxon possède des caractéristiques uniques qui le distinguent des autres espèces de Pliosaurus. L'un des principaux traits distinctifs est la forme de ses dents qui sont coniques, contrairement à toutes les espèces valides de Pliosaurus qui ont des dents de forme trièdres. Par conséquent, "P." andrewsi n'appartient pas à Pliosaurus et à besoin d'une révision taxonomique,. L'année suivante, Benson et Patrick S. Druckenmiller nomment un nouveau clade au sein des Pliosauridae, appelé Thalassophonea. Ce clade comprend les pliosauridés « classiques » à cou court tout en excluant les formes antérieures à long cou plus graciles. Dans toutes les analyses effectués depuis, "P." andrewsi figure parmi les représentants les plus basaux de ce clade, dans une position située généralement entre Peloneustes et Simolestes, contrairement à Pliosaurus, qui figure parmi les représentants les plus dérivés. Bien que sa position phylogénétique permette de le qualifier comme valide et distinct, sa taxonomie est peu claire et a donc besoin d'une redescription,,.
Ci-dessous, le cladogramme simplifié du clade Thalassophonea basée d'après Ketchum & Benson (2022) :
|  | Liopleurodon                                                   |
|  |                                                                |
|  | \| \| Pliosaurus \| \| \| \| \| \| Brachaucheninae \| \| \| \| |
|  |                                                                |
|  | Pliosaurus                                                     |
|  |                                                                |
|  | Brachaucheninae                                                |
|  |                                                                |

|  | Pliosaurus      |
|  |                 |
|  | Brachaucheninae |
|  |                 |

|  | Liopleurodon                                                   |
|  |                                                                |
|  | \| \| Pliosaurus \| \| \| \| \| \| Brachaucheninae \| \| \| \| |
|  |                                                                |
|  | Pliosaurus                                                     |
|  |                                                                |
|  | Brachaucheninae                                                |
|  |                                                                |

|  | Pliosaurus      |
|  |                 |
|  | Brachaucheninae |
|  |                 |

|  | Liopleurodon                                                   |
|  |                                                                |
|  | \| \| Pliosaurus \| \| \| \| \| \| Brachaucheninae \| \| \| \| |
|  |                                                                |
|  | Pliosaurus                                                     |
|  |                                                                |
|  | Brachaucheninae                                                |
|  |                                                                |

|  | Pliosaurus      |
|  |                 |
|  | Brachaucheninae |
|  |                 |

|  | Liopleurodon                                                   |
|  |                                                                |
|  | \| \| Pliosaurus \| \| \| \| \| \| Brachaucheninae \| \| \| \| |
|  |                                                                |
|  | Pliosaurus                                                     |
|  |                                                                |
|  | Brachaucheninae                                                |
|  |                                                                |

|  | Pliosaurus      |
|  |                 |
|  | Brachaucheninae |
|  |                 |

|  | Liopleurodon                                                   |
|  |                                                                |
|  | \| \| Pliosaurus \| \| \| \| \| \| Brachaucheninae \| \| \| \| |
|  |                                                                |
|  | Pliosaurus                                                     |
|  |                                                                |
|  | Brachaucheninae                                                |
|  |                                                                |

|  | Pliosaurus      |
|  |                 |
|  | Brachaucheninae |
|  |                 |

|  | Liopleurodon                                                   |
|  |                                                                |
|  | \| \| Pliosaurus \| \| \| \| \| \| Brachaucheninae \| \| \| \| |
|  |                                                                |
|  | Pliosaurus                                                     |
|  |                                                                |
|  | Brachaucheninae                                                |
|  |                                                                |

|  | Pliosaurus      |
|  |                 |
|  | Brachaucheninae |
|  |                 |

|  | Liopleurodon                                                   |
|  |                                                                |
|  | \| \| Pliosaurus \| \| \| \| \| \| Brachaucheninae \| \| \| \| |
|  |                                                                |
|  | Pliosaurus                                                     |
|  |                                                                |
|  | Brachaucheninae                                                |
|  |                                                                |

|  | Pliosaurus      |
|  |                 |
|  | Brachaucheninae |
|  |                 |

|  | Liopleurodon                                                   |
|  |                                                                |
|  | \| \| Pliosaurus \| \| \| \| \| \| Brachaucheninae \| \| \| \| |
|  |                                                                |
|  | Pliosaurus                                                     |
|  |                                                                |
|  | Brachaucheninae                                                |
|  |                                                                |

|  | Pliosaurus      |
|  |                 |
|  | Brachaucheninae |
|  |                 |

|  | Liopleurodon                                                   |
|  |                                                                |
|  | \| \| Pliosaurus \| \| \| \| \| \| Brachaucheninae \| \| \| \| |
|  |                                                                |
|  | Pliosaurus                                                     |
|  |                                                                |
|  | Brachaucheninae                                                |
|  |                                                                |

|  | Pliosaurus      |
|  |                 |
|  | Brachaucheninae |
|  |                 |

|  | Liopleurodon                                                   |
|  |                                                                |
|  | \| \| Pliosaurus \| \| \| \| \| \| Brachaucheninae \| \| \| \| |
|  |                                                                |
|  | Pliosaurus                                                     |
|  |                                                                |
|  | Brachaucheninae                                                |
|  |                                                                |

|  | Pliosaurus      |
|  |                 |
|  | Brachaucheninae |
|  |                 |

|  | Liopleurodon                                                   |
|  |                                                                |
|  | \| \| Pliosaurus \| \| \| \| \| \| Brachaucheninae \| \| \| \| |
|  |                                                                |
|  | Pliosaurus                                                     |
|  |                                                                |
|  | Brachaucheninae                                                |
|  |                                                                |

|  | Pliosaurus      |
|  |                 |
|  | Brachaucheninae |
|  |                 |

|  | Liopleurodon                                                   |
|  |                                                                |
|  | \| \| Pliosaurus \| \| \| \| \| \| Brachaucheninae \| \| \| \| |
|  |                                                                |
|  | Pliosaurus                                                     |
|  |                                                                |
|  | Brachaucheninae                                                |
|  |                                                                |

|  | Pliosaurus      |
|  |                 |
|  | Brachaucheninae |
|  |                 |

|  | Liopleurodon                                                   |
|  |                                                                |
|  | \| \| Pliosaurus \| \| \| \| \| \| Brachaucheninae \| \| \| \| |
|  |                                                                |
|  | Pliosaurus                                                     |
|  |                                                                |
|  | Brachaucheninae                                                |
|  |                                                                |

|  | Pliosaurus      |
|  |                 |
|  | Brachaucheninae |
|  |                 |

|  | Liopleurodon                                                   |
|  |                                                                |
|  | \| \| Pliosaurus \| \| \| \| \| \| Brachaucheninae \| \| \| \| |
|  |                                                                |
|  | Pliosaurus                                                     |
|  |                                                                |
|  | Brachaucheninae                                                |
|  |                                                                |

|  | Pliosaurus      |
|  |                 |
|  | Brachaucheninae |
|  |                 |

|  | Liopleurodon                                                   |
|  |                                                                |
|  | \| \| Pliosaurus \| \| \| \| \| \| Brachaucheninae \| \| \| \| |
|  |                                                                |
|  | Pliosaurus                                                     |
|  |                                                                |
|  | Brachaucheninae                                                |
|  |                                                                |

|  | Pliosaurus      |
|  |                 |
|  | Brachaucheninae |
|  |                 |

|  | Liopleurodon                                                   |
|  |                                                                |
|  | \| \| Pliosaurus \| \| \| \| \| \| Brachaucheninae \| \| \| \| |
|  |                                                                |
|  | Pliosaurus                                                     |
|  |                                                                |
|  | Brachaucheninae                                                |
|  |                                                                |

|  | Pliosaurus      |
|  |                 |
|  | Brachaucheninae |
|  |                 |

|  | Liopleurodon                                                   |
|  |                                                                |
|  | \| \| Pliosaurus \| \| \| \| \| \| Brachaucheninae \| \| \| \| |
|  |                                                                |
|  | Pliosaurus                                                     |
|  |                                                                |
|  | Brachaucheninae                                                |
|  |                                                                |

|  | Pliosaurus      |
|  |                 |
|  | Brachaucheninae |
|  |                 |

|  | Liopleurodon                                                   |
|  |                                                                |
|  | \| \| Pliosaurus \| \| \| \| \| \| Brachaucheninae \| \| \| \| |
|  |                                                                |
|  | Pliosaurus                                                     |
|  |                                                                |
|  | Brachaucheninae                                                |
|  |                                                                |

|  | Pliosaurus      |
|  |                 |
|  | Brachaucheninae |
|  |                 |

|  | Liopleurodon                                                   |
|  |                                                                |
|  | \| \| Pliosaurus \| \| \| \| \| \| Brachaucheninae \| \| \| \| |
|  |                                                                |
|  | Pliosaurus                                                     |
|  |                                                                |
|  | Brachaucheninae                                                |
|  |                                                                |

|  | Pliosaurus      |
|  |                 |
|  | Brachaucheninae |
|  |                 |

|  | Liopleurodon                                                   |
|  |                                                                |
|  | \| \| Pliosaurus \| \| \| \| \| \| Brachaucheninae \| \| \| \| |
|  |                                                                |
|  | Pliosaurus                                                     |
|  |                                                                |
|  | Brachaucheninae                                                |
|  |                                                                |

|  | Pliosaurus      |
|  |                 |
|  | Brachaucheninae |
|  |                 |

|  | Liopleurodon                                                   |
|  |                                                                |
|  | \| \| Pliosaurus \| \| \| \| \| \| Brachaucheninae \| \| \| \| |
|  |                                                                |
|  | Pliosaurus                                                     |
|  |                                                                |
|  | Brachaucheninae                                                |
|  |                                                                |

|  | Pliosaurus      |
|  |                 |
|  | Brachaucheninae |
|  |                 |

|  | Liopleurodon                                                   |
|  |                                                                |
|  | \| \| Pliosaurus \| \| \| \| \| \| Brachaucheninae \| \| \| \| |
|  |                                                                |
|  | Pliosaurus                                                     |
|  |                                                                |
|  | Brachaucheninae                                                |
|  |                                                                |

|  | Pliosaurus      |
|  |                 |
|  | Brachaucheninae |
|  |                 |

|  | Liopleurodon                                                   |
|  |                                                                |
|  | \| \| Pliosaurus \| \| \| \| \| \| Brachaucheninae \| \| \| \| |
|  |                                                                |
|  | Pliosaurus                                                     |
|  |                                                                |
|  | Brachaucheninae                                                |
|  |                                                                |

|  | Pliosaurus      |
|  |                 |
|  | Brachaucheninae |
|  |                 |

|  | Liopleurodon                                                   |
|  |                                                                |
|  | \| \| Pliosaurus \| \| \| \| \| \| Brachaucheninae \| \| \| \| |
|  |                                                                |
|  | Pliosaurus                                                     |
|  |                                                                |
|  | Brachaucheninae                                                |
|  |                                                                |

|  | Pliosaurus      |
|  |                 |
|  | Brachaucheninae |
|  |                 |

|  | Liopleurodon                                                   |
|  |                                                                |
|  | \| \| Pliosaurus \| \| \| \| \| \| Brachaucheninae \| \| \| \| |
|  |                                                                |
|  | Pliosaurus                                                     |
|  |                                                                |
|  | Brachaucheninae                                                |
|  |                                                                |

|  | Pliosaurus      |
|  |                 |
|  | Brachaucheninae |
|  |                 |

|  | Liopleurodon                                                   |
|  |                                                                |
|  | \| \| Pliosaurus \| \| \| \| \| \| Brachaucheninae \| \| \| \| |
|  |                                                                |
|  | Pliosaurus                                                     |
|  |                                                                |
|  | Brachaucheninae                                                |
|  |                                                                |

|  | Pliosaurus      |
|  |                 |
|  | Brachaucheninae |
|  |                 |

|  | Liopleurodon                                                   |
|  |                                                                |
|  | \| \| Pliosaurus \| \| \| \| \| \| Brachaucheninae \| \| \| \| |
|  |                                                                |
|  | Pliosaurus                                                     |
|  |                                                                |
|  | Brachaucheninae                                                |
|  |                                                                |

|  | Pliosaurus      |
|  |                 |
|  | Brachaucheninae |
|  |                 |

|  | Liopleurodon                                                   |
|  |                                                                |
|  | \| \| Pliosaurus \| \| \| \| \| \| Brachaucheninae \| \| \| \| |
|  |                                                                |
|  | Pliosaurus                                                     |
|  |                                                                |
|  | Brachaucheninae                                                |
|  |                                                                |

|  | Pliosaurus      |
|  |                 |
|  | Brachaucheninae |
|  |                 |

|  | Liopleurodon                                                   |
|  |                                                                |
|  | \| \| Pliosaurus \| \| \| \| \| \| Brachaucheninae \| \| \| \| |
|  |                                                                |
|  | Pliosaurus                                                     |
|  |                                                                |
|  | Brachaucheninae                                                |
|  |                                                                |

|  | Pliosaurus      |
|  |                 |
|  | Brachaucheninae |
|  |                 |

|  | Liopleurodon                                                   |
|  |                                                                |
|  | \| \| Pliosaurus \| \| \| \| \| \| Brachaucheninae \| \| \| \| |
|  |                                                                |
|  | Pliosaurus                                                     |
|  |                                                                |
|  | Brachaucheninae                                                |
|  |                                                                |

|  | Pliosaurus      |
|  |                 |
|  | Brachaucheninae |
|  |                 |

|  | Liopleurodon                                                   |
|  |                                                                |
|  | \| \| Pliosaurus \| \| \| \| \| \| Brachaucheninae \| \| \| \| |
|  |                                                                |
|  | Pliosaurus                                                     |
|  |                                                                |
|  | Brachaucheninae                                                |
|  |                                                                |

|  | Pliosaurus      |
|  |                 |
|  | Brachaucheninae |
|  |                 |

|  | Liopleurodon                                                   |
|  |                                                                |
|  | \| \| Pliosaurus \| \| \| \| \| \| Brachaucheninae \| \| \| \| |
|  |                                                                |
|  | Pliosaurus                                                     |
|  |                                                                |
|  | Brachaucheninae                                                |
|  |                                                                |

|  | Pliosaurus      |
|  |                 |
|  | Brachaucheninae |
|  |                 |

|  | Liopleurodon                                                   |
|  |                                                                |
|  | \| \| Pliosaurus \| \| \| \| \| \| Brachaucheninae \| \| \| \| |
|  |                                                                |
|  | Pliosaurus                                                     |
|  |                                                                |
|  | Brachaucheninae                                                |
|  |                                                                |

|  | Pliosaurus      |
|  |                 |
|  | Brachaucheninae |
|  |                 |

|  | Liopleurodon                                                   |
|  |                                                                |
|  | \| \| Pliosaurus \| \| \| \| \| \| Brachaucheninae \| \| \| \| |
|  |                                                                |
|  | Pliosaurus                                                     |
|  |                                                                |
|  | Brachaucheninae                                                |
|  |                                                                |

|  | Pliosaurus      |
|  |                 |
|  | Brachaucheninae |
|  |                 |

|  | Liopleurodon                                                   |
|  |                                                                |
|  | \| \| Pliosaurus \| \| \| \| \| \| Brachaucheninae \| \| \| \| |
|  |                                                                |
|  | Pliosaurus                                                     |
|  |                                                                |
|  | Brachaucheninae                                                |
|  |                                                                |

|  | Pliosaurus      |
|  |                 |
|  | Brachaucheninae |
|  |                 |

|  | Liopleurodon                                                   |
|  |                                                                |
|  | \| \| Pliosaurus \| \| \| \| \| \| Brachaucheninae \| \| \| \| |
|  |                                                                |
|  | Pliosaurus                                                     |
|  |                                                                |
|  | Brachaucheninae                                                |
|  |                                                                |

|  | Pliosaurus      |
|  |                 |
|  | Brachaucheninae |
|  |                 |

|  | Liopleurodon                                                   |
|  |                                                                |
|  | \| \| Pliosaurus \| \| \| \| \| \| Brachaucheninae \| \| \| \| |
|  |                                                                |
|  | Pliosaurus                                                     |
|  |                                                                |
|  | Brachaucheninae                                                |
|  |                                                                |

|  | Pliosaurus      |
|  |                 |
|  | Brachaucheninae |
|  |                 |

|  | Liopleurodon                                                   |
|  |                                                                |
|  | \| \| Pliosaurus \| \| \| \| \| \| Brachaucheninae \| \| \| \| |
|  |                                                                |
|  | Pliosaurus                                                     |
|  |                                                                |
|  | Brachaucheninae                                                |
|  |                                                                |

|  | Pliosaurus      |
|  |                 |
|  | Brachaucheninae |
|  |                 |

|  | Liopleurodon                                                   |
|  |                                                                |
|  | \| \| Pliosaurus \| \| \| \| \| \| Brachaucheninae \| \| \| \| |
|  |                                                                |
|  | Pliosaurus                                                     |
|  |                                                                |
|  | Brachaucheninae                                                |
|  |                                                                |

|  | Pliosaurus      |
|  |                 |
|  | Brachaucheninae |
|  |                 |

|  | Liopleurodon                                                   |
|  |                                                                |
|  | \| \| Pliosaurus \| \| \| \| \| \| Brachaucheninae \| \| \| \| |
|  |                                                                |
|  | Pliosaurus                                                     |
|  |                                                                |
|  | Brachaucheninae                                                |
|  |                                                                |

|  | Pliosaurus      |
|  |                 |
|  | Brachaucheninae |
|  |                 |

|  | Liopleurodon                                                   |
|  |                                                                |
|  | \| \| Pliosaurus \| \| \| \| \| \| Brachaucheninae \| \| \| \| |
|  |                                                                |
|  | Pliosaurus                                                     |
|  |                                                                |
|  | Brachaucheninae                                                |
|  |                                                                |

|  | Pliosaurus      |
|  |                 |
|  | Brachaucheninae |
|  |                 |

|  | Liopleurodon                                                   |
|  |                                                                |
|  | \| \| Pliosaurus \| \| \| \| \| \| Brachaucheninae \| \| \| \| |
|  |                                                                |
|  | Pliosaurus                                                     |
|  |                                                                |
|  | Brachaucheninae                                                |
|  |                                                                |

|  | Pliosaurus      |
|  |                 |
|  | Brachaucheninae |
|  |                 |

|  | Liopleurodon                                                   |
|  |                                                                |
|  | \| \| Pliosaurus \| \| \| \| \| \| Brachaucheninae \| \| \| \| |
|  |                                                                |
|  | Pliosaurus                                                     |
|  |                                                                |
|  | Brachaucheninae                                                |
|  |                                                                |

|  | Pliosaurus      |
|  |                 |
|  | Brachaucheninae |
|  |                 |

|  | Liopleurodon                                                   |
|  |                                                                |
|  | \| \| Pliosaurus \| \| \| \| \| \| Brachaucheninae \| \| \| \| |
|  |                                                                |
|  | Pliosaurus                                                     |
|  |                                                                |
|  | Brachaucheninae                                                |
|  |                                                                |

|  | Pliosaurus      |
|  |                 |
|  | Brachaucheninae |
|  |                 |

|  | Liopleurodon                                                   |
|  |                                                                |
|  | \| \| Pliosaurus \| \| \| \| \| \| Brachaucheninae \| \| \| \| |
|  |                                                                |
|  | Pliosaurus                                                     |
|  |                                                                |
|  | Brachaucheninae                                                |
|  |                                                                |

|  | Pliosaurus      |
|  |                 |
|  | Brachaucheninae |
|  |                 |

|  | Liopleurodon                                                   |
|  |                                                                |
|  | \| \| Pliosaurus \| \| \| \| \| \| Brachaucheninae \| \| \| \| |
|  |                                                                |
|  | Pliosaurus                                                     |
|  |                                                                |
|  | Brachaucheninae                                                |
|  |                                                                |

|  | Pliosaurus      |
|  |                 |
|  | Brachaucheninae |
|  |                 |

|  | Liopleurodon                                                   |
|  |                                                                |
|  | \| \| Pliosaurus \| \| \| \| \| \| Brachaucheninae \| \| \| \| |
|  |                                                                |
|  | Pliosaurus                                                     |
|  |                                                                |
|  | Brachaucheninae                                                |
|  |                                                                |

|  | Pliosaurus      |
|  |                 |
|  | Brachaucheninae |
|  |                 |

|  | Liopleurodon                                                   |
|  |                                                                |
|  | \| \| Pliosaurus \| \| \| \| \| \| Brachaucheninae \| \| \| \| |
|  |                                                                |
|  | Pliosaurus                                                     |
|  |                                                                |
|  | Brachaucheninae                                                |
|  |                                                                |

|  | Pliosaurus      |
|  |                 |
|  | Brachaucheninae |
|  |                 |

|  | Liopleurodon                                                   |
|  |                                                                |
|  | \| \| Pliosaurus \| \| \| \| \| \| Brachaucheninae \| \| \| \| |
|  |                                                                |
|  | Pliosaurus                                                     |
|  |                                                                |
|  | Brachaucheninae                                                |
|  |                                                                |

|  | Pliosaurus      |
|  |                 |
|  | Brachaucheninae |
|  |                 |

|  | Liopleurodon                                                   |
|  |                                                                |
|  | \| \| Pliosaurus \| \| \| \| \| \| Brachaucheninae \| \| \| \| |
|  |                                                                |
|  | Pliosaurus                                                     |
|  |                                                                |
|  | Brachaucheninae                                                |
|  |                                                                |

|  | Pliosaurus      |
|  |                 |
|  | Brachaucheninae |
|  |                 |

|  | Liopleurodon                                                   |
|  |                                                                |
|  | \| \| Pliosaurus \| \| \| \| \| \| Brachaucheninae \| \| \| \| |
|  |                                                                |
|  | Pliosaurus                                                     |
|  |                                                                |
|  | Brachaucheninae                                                |
|  |                                                                |

|  | Pliosaurus      |
|  |                 |
|  | Brachaucheninae |
|  |                 |

|  | Liopleurodon                                                   |
|  |                                                                |
|  | \| \| Pliosaurus \| \| \| \| \| \| Brachaucheninae \| \| \| \| |
|  |                                                                |
|  | Pliosaurus                                                     |
|  |                                                                |
|  | Brachaucheninae                                                |
|  |                                                                |

|  | Pliosaurus      |
|  |                 |
|  | Brachaucheninae |
|  |                 |

|  | Liopleurodon                                                   |
|  |                                                                |
|  | \| \| Pliosaurus \| \| \| \| \| \| Brachaucheninae \| \| \| \| |
|  |                                                                |
|  | Pliosaurus                                                     |
|  |                                                                |
|  | Brachaucheninae                                                |
|  |                                                                |

|  | Pliosaurus      |
|  |                 |
|  | Brachaucheninae |
|  |                 |

|  | Liopleurodon                                                   |
|  |                                                                |
|  | \| \| Pliosaurus \| \| \| \| \| \| Brachaucheninae \| \| \| \| |
|  |                                                                |
|  | Pliosaurus                                                     |
|  |                                                                |
|  | Brachaucheninae                                                |
|  |                                                                |

|  | Pliosaurus      |
|  |                 |
|  | Brachaucheninae |
|  |                 |

|  | Liopleurodon                                                   |
|  |                                                                |
|  | \| \| Pliosaurus \| \| \| \| \| \| Brachaucheninae \| \| \| \| |
|  |                                                                |
|  | Pliosaurus                                                     |
|  |                                                                |
|  | Brachaucheninae                                                |
|  |                                                                |

|  | Pliosaurus      |
|  |                 |
|  | Brachaucheninae |
|  |                 |

|  | Liopleurodon                                                   |
|  |                                                                |
|  | \| \| Pliosaurus \| \| \| \| \| \| Brachaucheninae \| \| \| \| |
|  |                                                                |
|  | Pliosaurus                                                     |
|  |                                                                |
|  | Brachaucheninae                                                |
|  |                                                                |

|  | Pliosaurus      |
|  |                 |
|  | Brachaucheninae |
|  |                 |

|  | Liopleurodon                                                   |
|  |                                                                |
|  | \| \| Pliosaurus \| \| \| \| \| \| Brachaucheninae \| \| \| \| |
|  |                                                                |
|  | Pliosaurus                                                     |
|  |                                                                |
|  | Brachaucheninae                                                |
|  |                                                                |

|  | Pliosaurus      |
|  |                 |
|  | Brachaucheninae |
|  |                 |

|  | Liopleurodon                                                   |
|  |                                                                |
|  | \| \| Pliosaurus \| \| \| \| \| \| Brachaucheninae \| \| \| \| |
|  |                                                                |
|  | Pliosaurus                                                     |
|  |                                                                |
|  | Brachaucheninae                                                |
|  |                                                                |

|  | Pliosaurus      |
|  |                 |
|  | Brachaucheninae |
|  |                 |

|  | Liopleurodon                                                   |
|  |                                                                |
|  | \| \| Pliosaurus \| \| \| \| \| \| Brachaucheninae \| \| \| \| |
|  |                                                                |
|  | Pliosaurus                                                     |
|  |                                                                |
|  | Brachaucheninae                                                |
|  |                                                                |

|  | Pliosaurus      |
|  |                 |
|  | Brachaucheninae |
|  |                 |

|  | Liopleurodon                                                   |
|  |                                                                |
|  | \| \| Pliosaurus \| \| \| \| \| \| Brachaucheninae \| \| \| \| |
|  |                                                                |
|  | Pliosaurus                                                     |
|  |                                                                |
|  | Brachaucheninae                                                |
|  |                                                                |

|  | Pliosaurus      |
|  |                 |
|  | Brachaucheninae |
|  |                 |

|  | Liopleurodon                                                   |
|  |                                                                |
|  | \| \| Pliosaurus \| \| \| \| \| \| Brachaucheninae \| \| \| \| |
|  |                                                                |
|  | Pliosaurus                                                     |
|  |                                                                |
|  | Brachaucheninae                                                |
|  |                                                                |

|  | Pliosaurus      |
|  |                 |
|  | Brachaucheninae |
|  |                 |

|  | Liopleurodon                                                   |
|  |                                                                |
|  | \| \| Pliosaurus \| \| \| \| \| \| Brachaucheninae \| \| \| \| |
|  |                                                                |
|  | Pliosaurus                                                     |
|  |                                                                |
|  | Brachaucheninae                                                |
|  |                                                                |

|  | Pliosaurus      |
|  |                 |
|  | Brachaucheninae |
|  |                 |

|  | Liopleurodon                                                   |
|  |                                                                |
|  | \| \| Pliosaurus \| \| \| \| \| \| Brachaucheninae \| \| \| \| |
|  |                                                                |
|  | Pliosaurus                                                     |
|  |                                                                |
|  | Brachaucheninae                                                |
|  |                                                                |

|  | Pliosaurus      |
|  |                 |
|  | Brachaucheninae |
|  |                 |

|  | Liopleurodon                                                   |
|  |                                                                |
|  | \| \| Pliosaurus \| \| \| \| \| \| Brachaucheninae \| \| \| \| |
|  |                                                                |
|  | Pliosaurus                                                     |
|  |                                                                |
|  | Brachaucheninae                                                |
|  |                                                                |

|  | Pliosaurus      |
|  |                 |
|  | Brachaucheninae |
|  |                 |

## Paléoécologie

### Paléoenvironnement

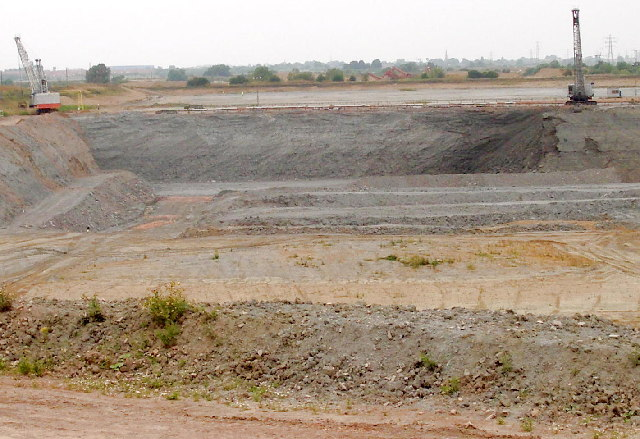
Une argilière dans le membre Peterborough, au sein de la formation d'Oxford Clay, en Angleterre.

"P." andrewsi est connu du membre Peterborough, situé dans la formation d'Oxford Clay en Angleterre. Alors que "P." andrewsi fut répertorié comme venant de l'étage Oxfordien (s'étalant d'environ 164 à 157 millions d'années) du Jurassique supérieur, le membre Peterborough date en fait du stade Callovien (situé environ vers 166 à 164 millions d'années) du Jurassique moyen. Le membre Peterborough s'étend du Callovien inférieur tardif au Callovien supérieur précoce, occupant la totalité du Callovien moyen. Il recouvre la formation de Kellaways et est recouvert par le membre de Stewartby de la formation d'Oxford Clay. Le membre Peterborough est principalement composé de schistes bitumeux et d'argiles riche en matière organique,. Ces roches s'avèrent être parfois fissiles (sécables en dalles fines et plates). Le membre mesure environ 16 à 25 m d'épaisseur et s'étend de Dorset à Humber.
Le membre Peterborough représente une mer intérieure à une époque d'élévation du niveau de la mer. Lors de son dépôt, il aurait été situé à une latitude de 35°N. Cette mer, connue sous le nom de mer d'Oxford Clay, était en grande partie encerclée par des îles et des continents, qui alimentaient la voie maritime en sédiments. Sa proximité avec la terre est démontrée par la préservation de fossiles terrestres tels que le bois flotté d'Oxford Clay, en plus d'une digue clastique (en) dans les niveaux inférieurs du membre Peterborough, la formation de la digue étant facilitée par l'eau de pluie. La région sud de la mer d'Oxford Clay était reliée à l'océan Téthys, tandis qu'elle était reliée à des régions plus boréales sur son côté nord. Cela a permis des échanges fauniques entre les régions boréales et de la Téthys. Cette mer était d'environ 30 à 50 m de profondeur à moins de 150 km du rivage,.

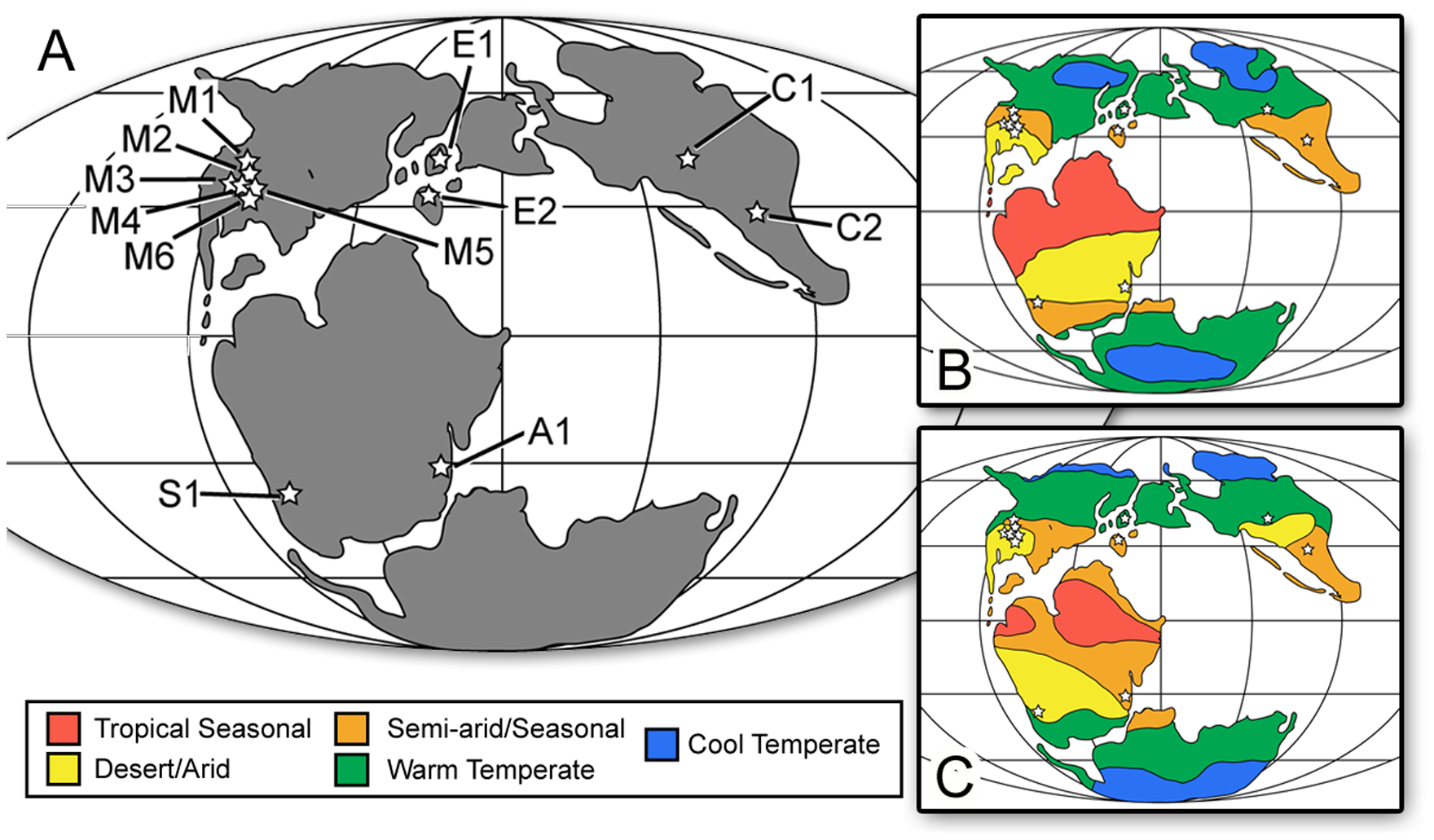
Carte du monde dans le Jurassique, la formation d'Oxford Clay est située sous la désignation E1.

La terre environnante aurait eu un climat méditerranéen, avec des étés secs et des hivers humides, même si elle devenait de plus en plus aride. Sur la base des informations provenant des isotopes δ18O chez les bivalves, la température de l'eau du fond marin du membre Peterborough variait de 14 à 17 °C en raison des variations saisonnières, avec une température moyenne de 15 °C. Les fossiles de bélemnite fournissent des résultats similaires, donnant une plage de température de l'eau avec un minimum de 11 °C à un maximum situé entre 14 ou 16 °C, avec une température moyenne de 13 °C. Alors que des traces de bactéries soufrées vertes indiquent une eau euxinique, avec de faibles niveaux d'oxygène et de sulfure d'hydrogène élevé, des traces abondantes d'organismes benthiques suggèrent que les eaux du fond n'étaient pas anoxiques,. Les niveaux d'oxygène semblent avoir varié, certains dépôts étant déposés dans des conditions plus aérées que d'autres.

### Biote contemporain
De nombreux types d'invertébrés sont préservés dans le membre Peterborough. Parmi ceux-ci figurent les céphalopodes, qui comprennent les ammonites, les bélemnites et les nautiloïdes. Les bivalves sont un autre groupe abondant, tandis que les gastéropodes et les annélides le sont moins mais restent assez communs. Des arthropodes sont également présents. Les brachiopodes et les échinodermes sont rares. Bien qu'ils ne soient pas connus à partir de fossiles, les polychètes auraient probablement été présents dans cet écosystème, en raison de leur abondance dans des environnements modernes similaires et des terriers similaires à ceux produits par ces vers. Les microfossiles appartenant aux foraminifères, aux coccolithophoroïdes et aux dinoflagellés sont abondants dans le membre Peterborough.
Une grande variété de poissons est connue du membre Peterborough. Ceux-ci incluent les chondrichtyens tels qu'Asteracanthus (en), Brachymylus (en), Heterodontus (ou Paracestracion (en)), Hybodus, Ischyodus (en), Palaeobrachaelurus, Pachymylus (en), Protospinax (en), Leptacanthus (en), Notidanus, Orectoloboides (en), Spathobathis (en) et Sphenodus. Des actinoptérygiens sont également présents, représentés par Aspidorhynchus, Asthenocormus (en), Caturus (en), Coccolepis (en), Heterostrophus (en), Hypsocormus (en), Leedsichthys, Lepidotes, Leptolepis (en), Mesturus (en), Osteorachis (en), Pachycormus (en), Pholidophorus et Sauropsis (en). Ces poissons comprennent des variétés de surface, pélagiques et benthiques de différentes tailles, dont certaines sont assez grandes. Ils remplissent une variété de niches, y compris des mangeurs d'invertébrés, des piscivores et, dans le cas de Leedsichthys, des grands filtreurs.

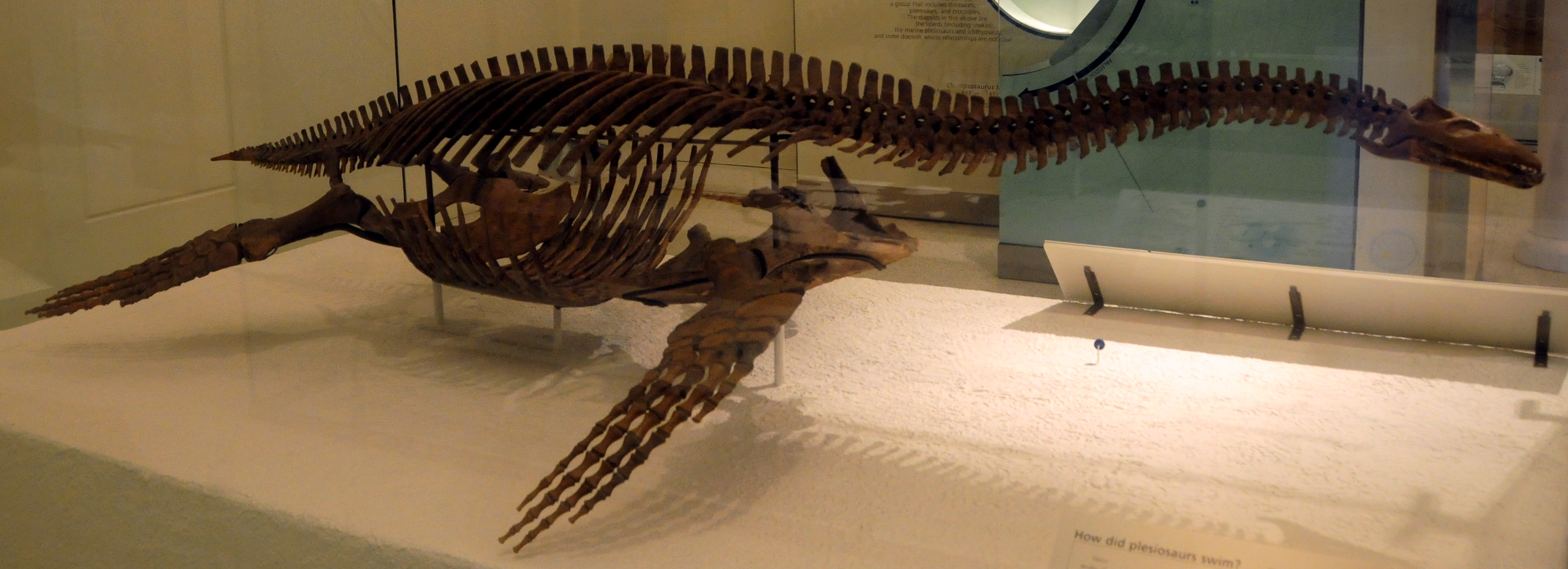
Squelette monté de Cryptoclidus, un plésiosaure du membre Peterborough, exposée au musée américain d'histoire naturelle.

Les plésiosaures sont communs dans le membre Peterborough et, outre les pliosauridés, sont représentés par des Cryptoclididae, notamment Cryptoclidus, Muraenosaurus, Tricleidus et Picrocleidus. C'étaient des plésiosaures plus petits avec des dents fines et un long cou et, contrairement aux pliosauridés tels que Peloneustes, ils auraient principalement mangé de petits animaux. L'ichthyosaure Ophthalmosaurus habitait également la formation d'Oxford Clay. Ophthalmosaurus était bien adapté à la plongée profonde, grâce à son corps fuselé ressemblant à un marsouin et à ses imposants yeux, et se nourrissait probablement de céphalopodes. De nombreux genres de crocodylomorphes sont également connus du membre Peterborough. Ceux-ci incluent des téléosauroïdes Charitomenosuchus (en), Lemmysuchus (en), Mycterosuchus (en) et Neosteneosaurus (en) et les métriorhynchidés Gracilineustes, Suchodus, Thalattosuchus et Tyrannoneustes. Bien que peu commun, le petit ptérosaure piscivore Rhamphorhynchus faisait également partie de cet écosystème marin.

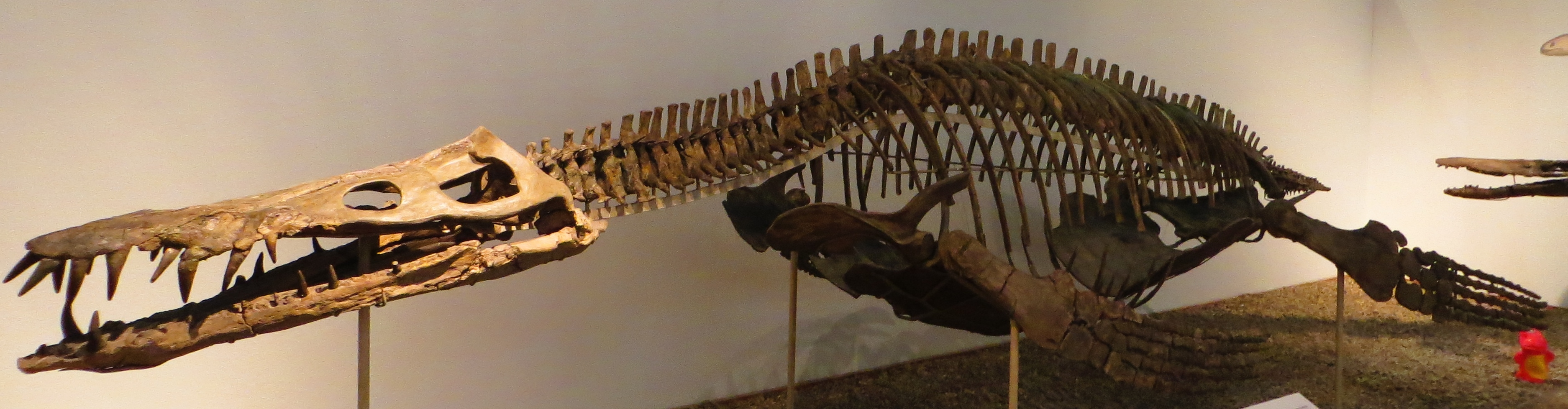
Squelette monté de Liopleurodon ferox, un autre pliosauridé du membre Peterborough, exposée à la collection paléontologique de l'université de Tübingen.

Plus d'espèces de pliosauridés sont connues du membre Peterborough que tout autre assemblage. Outre "P." andrewsi, ces pliosauridés comprennent Liopleurodon, Simolestes, Peloneustes, Marmornectes, Eardasaurus et potentiellement Pachycostasaurus,. Cependant, l'anatomie de ces taxons varie considérablement, ce qui indique qu'elles se nourrissaient de proies différentes, évitant ainsi la concurrence:249-251,. Le grand et puissant pliosauridé Liopleurodon semble avoir été adapté pour s'attaquer à de grandes proies, y compris d'autres reptiles marins et de gros poissons:242-243, 249-251. Eardasaurus, de morphologie similaire, peut également avoir pris de grandes proies. Simolestes, avec son crâne large et profond et sa puissante morsure, semble avoir été un prédateur se nourrissant de grands céphalopodes:243-244, 249-251. Peloneustes, comme "P." andrewsi, possède un museau allongé, une adaptation pour se nourrir de petits animaux agiles. Cependant, les dents de Peloneustes sont mieux adaptées au perçage, tandis que celles de "P." andrewsi sont adaptées à la coupe, indiquant une préférence pour les proies plus grosses. "P." andrewsi est également plus grand que Peloneustes. Marmornectes est également similaire à Peloneustes, portant un long museau, et s'est peut-être aussi nourri de poisson,. Pachycostasaurus est un petit pliosaure fortement bâti qui se nourrissait probablement de proies benthiques. Ayant un crâne plus faible que les autres pliosauridés et étant plus stable, il a donc probablement utilisé différentes méthodes d'alimentation pour éviter la compétition. Contrairement aux autres pliosauridés d'Oxford Clay, Pachycostasaurus était plutôt rare, vivant peut-être principalement en dehors de la zone de dépôt de la formation, habitant peut-être des régions côtières, des eaux profondes ou même des rivières à la place. Alors que plusieurs types différents de pliosauridés étaient présents au Jurassique moyen, les formes piscivores à long museau telles que "P." andrewsi se sont éteintes à la limite du Jurassique moyen-supérieur. Cela semble avoir été la première phase d'un déclin progressif de la diversité des plésiosaures. Bien que la cause en soit incertaine, elle peut avoir été influencée par l'évolution de la chimie des océans et, dans les phases ultérieures, par la baisse du niveau de la mer.